# Thomas Kretschmann
Thomas Kretschmann (Dessau, 8 september 1962) is een Duits acteur.
Hij werd geboren in Dessau, in de voormalige DDR. Hij vluchtte in 1981 naar West-Duitsland. Bij het grote publiek is hij vooral bekend van zijn rollen als Wehrmacht- of SS-officier in onder meer Stalingrad, Der Untergang, The Pianist en Valkyrie. Hij speelt naast Europese producties ook steeds veelvuldiger in Amerikaanse producties.

## Filmografie
- 1985: Westler - Soldaat
- 1989: Der Alte - Karsten Winterberg (televisieserie, afl: "Bahnhofsbaby")
- 1989: Der Mitwisser - Paul (televisiefilm)
- 1989: Radiofieber (miniserie)
- 1990: Derrick - Eberhard Kraus (televisieserie, afl: "Beziehung abgebrochen")
- 1992: Shining Through - Man in Zürich
- 1992: Krigerens Hjerte - Luitenant Maximillian Luedt
- 1993: Stalingrad - Luitenant Hans von Witzland
- 1993: Die Ratte - Sven
- 1993: Engel ohne Flügel - Achim
- 1994: Jenseits der Brandung - Paul Augustin (televisiefilm)
- 1994: La Reine Margot - Nançay
- 1994: Affären - Andi
- 1995: Derrick - Roland Ortner (televisieserie, afl: "Teestunde mit einer Mörderin?")
- 1995: Ich liebe den Mann meiner Tochter - Michael (televisiefilm)
- 1995: Brennendes Herz - Junger Gustav Regler
- 1995: Anna - Im Banne des Bösen - Stephan Richter (televisiefilm)
- 1995: Ainsi Soient-elles - Franck
- 1995: Wir Zusammen Allein mit Dir - Wolf Jensen (televisiefilm)
- 1996: The Stendhal Syndrome - Alfredo Grossi
- 1996: Marciando nel buio - Gianni Tricarico
- 1997: Prince Valiant - Thagnar
- 1997: Total Reality - Commandant Tunis
- 1997: Die Diebin - Tim Kaiser (televisiefilm)
- 1997: Il Tocco: la sfida - Christopher
- 1997: La Principessa E Il Povero - Migal (televisiefilm)
- 1998: Die Mädchenfalle - Der Tod kommt online - Magnus Sieber (televisiefilm)
- 1998: Coppia Omicida - Domenico
- 1998: Nina - Vom Kinderzimmer ins Bordell - Michael (televisiefilm)
- 1999: Der Solist - Kein Weg zurück - Philip Lanart (televisiefilm)
- 1999: Esther - Koning Ahasveros (televisiefilm)
- 1999: Die Diebin - Tim Kaiser (televisiefilm)
- 1999-2000: Relic Hunter - Kurt Reiner (televisieserie, 2 afleveringen)
- 1999: Der Tod in deinen Augen - Billy Tanauer (televisiefilm)
- 2000: Poison - Johnny Krieger (televisiefilm)
- 2000: U-571 - Kapitein-Luitenant Gunther Wassner
- 2001: Feindliche Übernahme - Robert Fernau
- 2001: I Cavalieri che fecero l'impresa - Vanni delle Rondini
- 2001: Der Solist - Niemandsland - Philip Lanart (televisiefilm)
- 2001: Ein tödliches Wochenende - Christian (televisiefilm)
- 2002: Blade II - Eli Damaskinos
- 2002: The Pianist - Kapitein Wilm Hosenfeld
- 2003: 24 - Max (televisieserie, 2 afleveringen)
- 2003: My Father, Rua Alguem 5555 - Hermann M.
- 2004: In Enemy Hands - 1e wacht officier Ludwig Cremer
- 2004: Immortel (ad vitam) - Nikopol
- 2004: Der Untergang - Hermann Fegelein
- 2004: Resident Evil: Apocalypse - Majoor Cain
- 2004: Head in the Clouds - Majoor Franz Bietrich
- 2004: Frankenstein - Victor Helios (televisiefilm)
- 2005: Schneeland - Aron
- 2005: Have No Fear: The Life of Pope John Paul II - Paus Johannes-Paulus II (televisiefilm)
- 2005: King Kong - Kapitein Englehorn
- 2006: Rohtenburg - Oliver Hartwin (gebaseerd op Armin Meiwes)
- 2006: 24: The Game (videospel) - Max (stemrol)
- 2006: The Celestine Prophecy - Wil
- 2007: Next - Mr. Smith
- 2007: Die Wilden Hühner und die Liebe - Christian Slättberg
- 2007: In Tranzit - Max Bort
- 2007: Eichmann - Adolf Eichmann
- 2007: Warum Männer Nicht Zuhören und Frauen Schlecht Einparken - Paul
- 2008: Wanted - Cross
- 2008: Transsiberian - Kolzak
- 2008: Mogadischu - Gezagvoerder Jürgen Schumann (televisiefilm)
- 2008: Der Seewolf - Kapitein Wolf Larssen (televisiefilm)
- 2008: Valkyrie	-  Majoor Otto Ernst Remer
- 2009: FlashForward - Stefan Krieger (televisieserie, afl: "137 Sekunden")
- 2009: The Young Victoria - Koning Leopold
- 2009: King Conqueror - Aartsbisschop van Tarragona
- 2009: Wanted: Weapons of Fate (videospel) - Cross (stemrol)
- 2009: Separation City - Klaus Becker
- 2009: Romy - Harry Meyen (televisiefilm)
- 2009: Zweiohrküken - zichzelf
- 2010: Die Grenze - Maximilian Schnell (televisiefilm)
- 2011: The Big Bang - Frizer
- 2011: Cars 2 - Professor Z (stemrol)
- 2011: Laconia - Admiral Dönitz (miniserie, 2 afleveringen)
- 2011: Dschungelkind - Klaus Kuegler
- 2011: What a Man - Jens
- 2011: Hostel: Part III - Flemming
- 2012: The River - Kapitein Kurt Brynildson (televisieserie, 8 afleveringen)
- 2012: Dracula 3D - Dracula
- 2013: Stalingrad - Kapitein Peter Kahn (als Tomas Krechmann)
- 2013: Open Grave - Lukas
- 2013-2014: Dracula - Abraham Van Helsing (televisieserie, 10 afleveringen)
- 2013: The Galapagos Affair: Satan Came to Eden - Friedrich Ritter (stemrol, documentaire)
- 2014: Captain America: The Winter Soldier - Baron Wolfgang von Strucker (onvermeld)
- 2014: United Passions - La Légende du Football - Horst Dassler
- 2015: Avengers: Age of Ultron - Baron Wolfgang von Strucker
- 2015: Hitman: Agent 47 - Antoine LeClerq
- 2016: Discarnate - Dr. Andre Mason
- 2016: Whiskey Tango Foxtrot - Vliegtuigpassagier
- 2016: Central Intelligence - De koper
- 2017: A Taxi Driver - Peter
- 2017: Jungle - Karl
- 2017: Berlin Station - Otto Ganz (televisieserie, 4 afleveringen)
- 2017: Stratton - Grigory Barovsky
- 2018: Dragged Across Concrete - Lorentz Vogelmann
- 2018: Ballon - Luitenant Steidel van de Stasi
- 2018: Lore - Inspecteur Georg Reingruber (televisieserie, afl: "Hinterkaifeck: Ghosts in the Attic")
- 2018: Discarnate - Dr. Andre Mason
- 2019: Project Blue Book - Wernher von Braun (televisieserie, afl: "Operation Paperclip")
- 2020: The Windermere Children - Oscar Friedmann
- 2020: Westworld - Gerald (Afl: "Parce Domine")
- 2020: Das Boot - Friedrich Berger (televisieserie, 5 afleveringen)
- 2020: Waiting for Anya - De korporaal
- 2020: Penny Dreadful: City of Angels - Richard Goss (televisieserie, 8 afleveringen)
- 2020: Greyhound - Grey Wolf (stemrol)
- 2021: Biohackers - Baron von Fürstenberg (televisieserie, 6 afleveringen)
- 2021: American Traitor: The Trial of Axis Sally - Dr. Joseph Goebbels
- 2023: Infinity Pool - Thresh
- 2023: Indiana Jones and the Dial of Destiny - Kolonel Weber
- 2023: Gran Turismo - Patrice Capa
- 2023: Last Sentinel - Hendrichs
- 2023: Deliver Us - Eerwaarde Saul
- 2024: Upgraded - Arnold Grant

## Prijzen
- 1991 Beste Jonge Acteur (Der Mitwisser), Max Ophüls Festival
- 2006 Beste Acteur (Rohtenburg), Catalonian International Film Festival
- 2006 Beste Acteur (Rohtenburg), Bucheon International Fantastic Film Festival

- Bibsys: 4008229
- Biblioteca Nacional de España: XX1481768
- Bibliothèque nationale de France: cb141948180 (data)
- CiNii: DA1456295X
- Gemeinsame Normdatei: 136792081
- International Standard Name Identifier: 0000 0001 1768 0469
- Library of Congress Control Number: nr97028767
- Nationale Bibliotheek van Tsjechië: xx0042964
- Nationale bibliotheek van Australië: 35649787
- Nationale Bibliotheek van Israël: 987007447264905171
- Nationale Bibliotheek van Polen: a0000002210180
- Nederlandse Thesaurus van Auteursnamen: 380117746
- Réseau des bibliothèques de Suisse occidentale: 02-A024253617
- Système universitaire de documentation: 074093622
- Virtual International Authority File: 66676121
- WorldCat: E39PBJqQtTvjWcCh9v3rJQJRrq